# Glanvilles Wootton
Glanvilles Wootton è un villaggio e parrocchia civile dell'Inghilterra, appartenente alla contea del Dorset.